# Metacantharis
Metacantharis es un género de escarabajos de la familia Cantharidae. En 1886 Bourgeois describió el género. Esta es la lista de especies que lo componen:
- Metacantharis araxicola  (Reitter, 1891)
- Metacantharis balconograeca  Wittmer, 1969
- Metacantharis clypeata  (Illiger, 1798)
- Metacantharis discoidea  (Ahrens, 1812)
- Metacantharis haemorrhoidalis
- Metacantharis katarensis
- Metacantharis keiseri  Wittmer, 1969
- Metacantharis kostali
- Metacantharis peloponnessica  Wittmer, 1974
- Metacantharis picciolii  (Ragusa, 1870)
- Metacantharis rosinae  (Pic, 1902)
- Metacantharis taurigrada  Bourgeois, 1900
- Metacantharis torosensis
- Metacantharis turcica  (Marseul, 1864)
- Metacantharis walteri  Švihla, 1999
- Metacantharis wittmeri
- Metacantharis clypeata